# NGC 2589
NGC 2589 je jedan do danas nepotvrđen objekt u zviježđu Vodenoj zmiji. Sva promatranja poslije nisu na tom položaju uočila nikoji objekt.

## Vanjske poveznice
- SEDS: NGC 2589
- (engl.) Astronomska baza podataka SIMBAD
- (engl.) Izvangalaktička baza podataka NASA-e i IPAC-a